# Szandtner Anna
Szandtner Anna (Budapest, 1980. február 17. –) magyar színésznő.

## Életpályája
2003-ban végzett a Színház- és Filmművészeti Egyetemen Máté Gábor és Horvai István osztályában. 2003–2005 között a Katona József Színház tagja, majd 2005–2009 között szabadúszó. Ez idő alatt ideiglenesen elhagyta a színészi pályát, spanyoltanárként dolgozott. 2009–2018 között az Örkény Színház tagja volt. 2018-tól a grazi Schauspielhausban játszott. 2020-tól ismét az Örkény Színház színésznője.
Édesanyja, Cserje Zsuzsa és testvére, Szamosi Zsófia szintén színésznők.

## Filmjei
- A renitens (2025) – Magda
- Valami Amerika (2023) – Irma anyja
- Cella – Letöltendő élet – Annamária (2023)
- Larry (2022)
- A gyémánt út pora – Judit (2022)
- Drakulics elvtárs – Híradós bemondó (2018)
- Félvilág – Örömlány (2015)
- Megdönteni Hajnal Tímeát – Nikki (2014)
- Az ajtó – Szeredás Emerenc fiatalon (2012)
- Magyar szépség – Szilva (2002)

## Díjai, elismerései
- Üstökös Díj (2004)
- Legígéretesebb pályakezdő (2004)
- Legjobb női alakítás díja a MASZK színészegyesülettől, Szigarjev: Fekete tej Poszt (2004)
- Junior Prima díj (2010)
- Mensáros László-díj (2013)
- Legjobb női főszereplő (Stuart Mária) – Színikritikusok-díja (2014)